# گورستان کنف جار
قبرستان کنف جار مربوط به سدهٔ ۱۲ و ۱۳ ه.ق است و در شهرستان گلوگاه، بخش مرکزی، دهستان توسکا چشمه، ۱۰۰ متری شمال روستای اوارد واقع شده و این اثر در تاریخ ۹ بهمن ۱۳۸۶ با شمارهٔ ثبت ۲۰۶۸۸ به‌عنوان یکی از آثار ملی ایران به ثبت رسیده است.